# Piła Myślachowicka
Piła Myślachowicka – przysiółek wsi Myślachowice w Polsce położony w województwie małopolskim, w powiecie chrzanowskim, w gminie Trzebinia.
W latach 1975–1998 przysiółek leżał w województwie katowickim.